# Legenden om Zelda
Legenden om Zelda, originaltitel The Legend of Zelda, var en amerikansk animerad TV-serie, ursprungligen sänd i syndikering 8 september-1 december 1989, som var producerad av DIC Entertainment och som var baserad på TV-spelen med samma namn till Nintendo 8-bit. Serien visades i samband med The Super Mario Bros. Super Show! i KTV under det tidiga 1990-talet i Sverige. Serien gavs även ut på VHS med en annan dubbning, men med samma röster. I dubbningen som sändes på KTV kallades trekraften för trianglar, men i dubbningen som släpptes till VHS kallades de för pyramider och triader.

## Handling
Serien följer en ung hjälte, vid namn Link, som bor i ett slott hos prinsessan Zelda och hennes far, kung Harkinian, i landet Hyrule. Links uppgift är att skydda Visdomens triforce från den onde trollkarlen Ganon, som har Maktens triforce. Den som skulle lyckas få tag i båda triforcen skulle härska över landet för evigt, därför gör Ganon ett flertal försök att stjäla Visdomens triforce.

## Karaktärer
- Zelda - prinsessan i slottet. I hemlighet är hon förälskad i Link, vilket hon dock envist förnekar. Hon blir irriterad över att Link flirtar med henne gång på gång.
- Link - seriens hjälte, som tappert strider mot Ganons lakejer. I varje avsnitt hoppas han på att få en kyss av Zelda som belöning för att ha skyddat Visdomens triforce, men misslyckas jämt av olika skäl.
- Ganon - en ondskefull varelse, som bor i den underjordiska världen. Han har lagt beslag på Maktens triforce, och har därför tillgång till trolldom och en armé av olika monster.
- Spryte (i den svenska dubbningen kallad Sprite) - en prinsessfe, som hela tiden försöker få Link att bli kär i henne, men eftersom hon bara är 10 centimeter lång är han inte intresserad. Hon hindrar ibland Link från att kyssa Zelda, vilket gör honom upprörd.
- Kung Harkinian - Zelda far och kung över Hyrule. Han är något av en virrpanna.
- Ganons lakejer - Ganon har ett flertal sorters monster som undersåtar. Några av de som förekommer i serien är:
  - Moblins - bulldoggsliknande vakter
  - Stalfos - skelettkrigare
  - Octorocs - Landlevande bläckfiskar
  - Gibdos - Mumier
  - Goriyas - Varulvsliknande soldater
  - Tektikes - Spindlar
  - Keeses - Fladdermöss

## Avsnitt
| Nr | Titel                       | Sändes först      | Avsnittsnummer |
| --- | --------------------------- | ----------------- | -------------- |
| 1 | "The Ringer"                | 8 september 1989  | 101            |
| I kungariket Hyrule pågår en nybörjartävling för trollkarlar. Ganon förklär sig och deltar i tävlingen som en täckmantel för att stjäla visdomens trekraft.                                                                         |                             |                   |                |
| 2 | "Cold Spells"               | 15 september 1989 | 102            |
| Link låtsas vara förkyld för att slippa vårstäda. Medan alla är upptagna stjäl Ganon visdomens trekraft, som Link och Zelda måste ta tillbaka till varje pris.                                                                      |                             |                   |                |
| 3 | "The White Knight"          | 22 september 1989 | 103            |
| Medan Link slåss mot en Octoroc dyker det upp en man som kallar sig Den vita ryttaren och besegrar den. Han närmar sig även relationsmässigt Zelda, vilket får Link att bli mycket svartsjuk.                                       |                             |                   |                |
| 4 | "Kiss 'n Tell"              | 29 september 1989 | 104            |
| Link räddar och blir kysst av en ung flicka, som egentligen är en Gibdo, och blir förvandlad till en padda. Det enda som kan bryta förtrollningen är en kyss ifrån en prinsessa.                                                    |                             |                   |                |
| 5 | "Sing for the Unicorn"      | 6 oktober 1989    | 105            |
| Ganon har stulit en bevingad enhörning och använder den till att kidnappa kung Harkinian. Han vill ha visdomens trekraft i lösesumma, annars dör kungen.                                                                            |                             |                   |                |
| 6 | "That Sinking Feeling"      | 13 oktober 1989   | 106            |
| Medan Link och Zelda har utflykt i en park dyker ett gäng Tektikes upp. De märker sedan att föremålen i parken sjunker ned i marken. Ganon använder nämligen en magisk magnet till detta.                                           |                             |                   |                |
| 7 | "Doppelganger"              | 20 oktober 1989   | 107            |
| Ganon sänder en magisk spegel till Zelda, som skapar en ond dubbelgångare till henne när hon speglar sig i den. Zelda blir bortförd av Moblins, medan dubbelgångaren uppehåller Link.                                               |                             |                   |                |
| 8 | "Underworld Connections"    | 27 oktober 1989   | 108            |
| Tre av Ganons Keeses försöker stjäla visdomens trekraft, men eftersom den är för tung delar de den i tre delar och flyger iväg med varsin. Link lyckas dock få tag i en av dem och måste nu jaga rätt på de resterande två.         |                             |                   |                |
| 9 | "Stinging a Stinger"        | 3 november 1989   | 109            |
| En elak alv lurar Link att byta ut sitt magiska svärd mot ett falskt svärd som lätt bryts av. Link märker inte det förrän han besegras i strid av Ganon. Alven tänker sälja Links svärd till Ganon för 1000 rupees.                 |                             |                   |                |
| 10 | "A Hitch in the Works"      | 10 november 1989  | 110            |
| En vän till Link hjälper honom att bygga falska Moblins, som han kan besegra och imponera på Zelda, så han slipper städa. Dock dyker en grupp riktiga Moblins upp och kidnappar henne.                                              |                             |                   |                |
| 11 | "Fairies in the Spring"     | 17 november 1989  | 111            |
| Kungens hov bygger en bassäng till honom som han kan svalka sig i den heta sommaren, men det dyker ett gäng vattenmonster upp och för bort honom. Det här är det enda avsnittet som inte Ganon medverkar i.                         |                             |                   |                |
| 12 | "The Missing Link"          | 24 november 1989  | 112            |
| Av misstag zappar Ganon Link istället för Zelda till den underjordiska världen. Något går dock fel; Ganon får bara tag i Links kropp. Hans själ blir kvar i den ytliga världen. Det här avsnittet avslöjar att Zelda är kär i Link. |                             |                   |                |
| 13 | "The Moblins Are Revolting" | 1 december 1989   | 113            |
| Ganons undersåtar har tröttnat på att jobba för honom och bestämmer sig för att utföra ett myteri mot honom. De försöker sedan att ta över landet Hyrule själva.                                                                    |                             |                   |                |

## Lagringsmedium

### VHS
Dessa VHS-band släpptes under 1990-talet av AB Wendros och Ozon Entertainment, där avsnitten är dubbade till svenska.  

#### Legenden om Zelda[2]
Även känd som Legenden om Zelda 1.
- "The Ringer"
- "Cold Spells"

Bonusavsnitt ur The Super Mario Bros. Super Show!:
- "Slime Busters"
- "Magic's Magic"

#### Legenden om Zelda: Äventyret fortsätter![3]
Även känd som Legenden om Zelda: Del 2 eller Legenden om Zelda 2: Äventyret fortsätter.
- "The White Knight"
- "Kiss 'n Tell"

Bonusavsnitt ur The Super Mario Bros. Super Show!:
- "Wild Thing"
- "Mommies Curse"

#### Legenden om Link[4]
- "Sing for the Unicorn"
- "That Sinking Feeling"

Bonusavsnitt ur The Super Mario Bros. Super Show!:
- "Tutti Frutti, Oh Mario"
- "The Ghoul of my Dreams"

#### Legenden om Zelda: I Underjorden[5]
- "Underworld Connections"
- "Doppelganger"
- "Stinging a Stinger"
- "A Hitch in the Works"

#### Legenden om Link: Link försvinner
Även känd som Legenden om Link.
- "Fairies in the Spring"
- "The Moblins Are Revolting"
- "The Missing Link"

### DVD

#### Allumination FilmWorks och NCircle Entertainment-utgåvorna
Här delades de 13 avsnitten upp i tre utgåvor, där de första två utgåvorna först släpptes 2003 och 2005. Alla tre utgåvor släpptes senare mellan 2007-2008 i USA. De finns enbart tillgängliga i region 1-utgåvor.

##### The Legend of Zelda: Ganon's Evil Tower
Denna utgåva släpptes först den 22 juli 2003 och senare den 6 mars 2007 i USA.
- "The Ringer"
- "Cold Spells"
- "The White Knight"

##### The Legend of Zelda: Havoc in Hyrule
Denna utgåva släpptes först den 27 september 2005 och senare den 21 augusti 2007 i USA.
- "Sing for the Unicorn"
- "Underworld Connections"
- "Stinging a Stinger"
- "Fairies in the Spring"
- "The Missing Link"

##### The Legend of Zelda: The Power of the Triforce
Denna utgåva släpptes den 22 juli 2008 i USA.
- "Kiss 'n Tell"
- "That Sinking Feeling"
- "Doppelganger"
- "A Hitch in the Works"
- "The Moblins Are Revolting"

#### The Legend of Zelda: The Complete Animated Series
En 3-disk DVD-utgåva, som släpptes den 21 september 2005. Denna DVD-box innehåller alla 13 avsnitt av TV-serien, men den finns enbart tillgänglig i en region 1-utgåva.

## ICaptain N: The Game Master
Karaktärer såsom Link, Zelda och Ganon finns med i denna TV-serie. De har ungefär samma design och beteende som i Legenden om Zelda och i den amerikanska versionen har de även samma röstskådespelare. I fyra avsnitt av Captain N: The Game Master så finns karaktärer från Zelda-serien med:
- "Quest for the Potion of Power"
- "Once Upon a Time Machine"
- "Having a Ball"
- "The Trojan Dragon"

## Röster

### Engelska[14]
- Zelda - Cyndy Preston
- Link - Jonathan Potts
- Ganon, Moblins - Len Carlson
- Kung Harkinian - Colin Fox
- Vishetens trekraft - Elizabeth Hanna
- Spryte, Sing - Paulina Gillis

### Svenska på TV
- Zelda - Louise Raeder
- Link - Hans Jonsson
- Ganon - Gunnar Ernblad
- Kung Harkinian - Gunnar Ernblad
- Vishetens trekraft - Maria Weisby, Annica Smedius
- Maktens trekraft, Moblins - Johan Hedenberg
- Sprite - Louise Raeder, Annica Smedius

### Svenska på VHS
- Zelda - Louise Raeder, Mia Hansson
- Link - Hans Jonsson
- Ganon - Gunnar Ernblad (avsnitt 1-6)[15], Johan Hedenberg (avsnitt 7-10), Mattias Knave (episod 11-13)
- Vishetens trekraft - Maria Weisby (avsnitt 1-4), Louise Raeder (avsnitt 5-6), Annelie Berg (avsnitt 7-10)
- Maktens trekraft, Moblins - Johan Hedenberg
- Sprite - Annica Smedius (avsnitt 1-2), Maria Weisby (avsnitt 3-6), Annelie Berg (avsnitt 7-10)
- Kung Harkinian - Sture Ström, Mattias Knave (avsnitt 11-13)
  - Övriga röster: Staffan Hallerstam (avsnitt 7-10)